# 798 до н. е.

## Події
- Давньоєгипетський фараон з XXII династії Шешонк IV сходить на трон;
- Військова сутичка між ассирійцями та Урарту біля м. Лушиа (північ Ассирії).

### Астрономічні явища
- 14 травня. Повне сонячне затемнення.[1]
- 7 листопада. Кільцеподібне сонячне затемнення.[1]